# ألومون
المنبهات عبارة عن جزيء إشارة داخل الخلايا يتم إنتاجه في البكتيريا والبلاستيدات الخضراء وأقلية ضئيلة من العتائق التي تتفاعل مع العوامل البيئية القاسية.  تلك المنبهات ينظمون التعبير الجيني على مستوى النسخ. يتم إنتاج الإنذارات بتركيزات عالية عندما تحدث عوامل بيئية قاسية في حياة البكتيريا والنباتات ، مثل نقص الأحماض الأمينية ، لإنتاج البروتينات . تأخذ العوامل القاسية الحمض النووي الريبي غير المشحون وتحوله إلى منبه . يتم بعد ذلك تحويل ثلاثي فوسفات الغوانوزين (GTP) إلى 5´-ديفوسفات 3´-ديفوسفات غوانوزين ( ppGpp ) ، وهو المنبه النموذجي. سوف يرتبط ppGpp بالوحدات الفرعية لبوليميراز الرنا β و β´ ، مما يؤدي إلى تغيير تفضيل المروج. سيقلل ذلك من نسخ الرنا الريبوزي والجينات الأخرى ولكنه سيزيد من نسخ الجينات المشاركة في التخليق الحيوي للأحماض الأمينية والأيض المناسب لمقاومة المجاعة. 

## ملحوظات
1. ↑  "Insights into the phylogeny and coding potential of microbial dark matter" (PDF). Nature (بالإنجليزية). 499 (7459): 431–437. Jul 2013. DOI:10.1038/nature12352. PMID:23851394. Archived from the original (PDF) on 2023-06-27.
2. ↑  Jishage، M؛ Kvint، K؛ Shingler، V؛ Nyström، T (2002). "Regulation of ς factor competition by the alarmone ppGpp". Genes & Development. ج. 16 ع. 10: 1260–70. DOI:10.1101/gad.227902. PMC:186289. PMID:12023304.

## روابط خارجية
- ألارمون في قاموس الأحياء على الإنترنت
- ألارمون ، Nature.com مسرد